# Wilson-Protein
Das Wilson-Protein, auch als ATP7B bekannt, ist eine  ATPase, die Kupfer transportiert.
Das Wilson-Protein ist ein Mitglied der P-Typ Kationentransporter-ATPase-Familie. Das dazugehörige Wilson-Gen codiert für ein Membranprotein, mit verschiedenen transmembranären Domänen, einer ATPase-consensus-Sequenz, einer hinge-domain, einem Abschnitt, der phosphoryliert werden kann und mindestens zwei Kupfer-Bindungsstellen. Das Protein transportiert Kupfer aus Zellen, ähnlich dem Transport des Kupfers aus der Leberzelle in die Galle. Für das Wilson-Gen sind mRNA-Varianten beschrieben, die durch ein alternatives Spleißen hervorgerufen werden und für verschiedene Isoformen des Wilson-Proteins codieren, die an unterschiedlichen Stellen in der Zelle lokalisiert sind. Mutationen im Wilson-Gen sind mit dem Morbus Wilson assoziiert.